# I'm Tired
«I'm Tired» es una canción del cantante británico Labrinth y  de la cantante y actriz americana Zendaya, lanzada el 28 de febrero de 2022 como sencillo de la banda sonora de la segunda temporada de la serie de televisión de HBO Euphoria. 
Fue escrita por Labrinth, Zendaya y el creador y director de la serie Sam Levinson, y fue estrenada después del estreno del episodio final de la segunda temporada. Una versión extendida entre ambos interprétes fue incluido en la banda sonora titulado «Rue's I'm Tired».

## Antecedentes
La inspiración del género góspel de la canción provino y se utilizó por primera vez en el cuarto episodio de la segunda temporada, en donde el personaje de Rue (Zendaya) se imagina en la iglesia.

## Rendimiento comercial
| Listas (2022)                      | Posición |
| ---------------------------------- | -------- |
| Australia (ARIA)                   | 21       |
| Canadá (Canadian Hot 100)          | 35       |
| Global 200 (Billboard)             | 29       |
| Hungría (Stream Top 40)            | 29       |
| Irlanda (IRMA)                     | 21       |
| Lituania (AGATA)                   | 12       |
| Países Bajos (Mega Single Top 100) | 2        |
| Nueva Zelanda (Música Grabada NZ)  | 16       |
| Noruega (VG-lista)                 | 26       |
| Portugal (AFP)                     | 54       |
| Sudáfrica (RISA)                   | 35       |
| Suecia (Sverigetopplistan)         | 40       |
| Suiza (Schweizer Hitparade)        | 64       |
| Reino Unido (UK Singles Chart)     | 47       |
| Estados Unidos (Billboard Hot 100) | 53       |
| Estados Unidos (Mainstream Top 40) | 34       |

## Historia de lanzamiento
| Región         | Fecha                 | Formato(s)                   | Discografía(s) | Ref.   |
| -------------- | --------------------- | ---------------------------- | -------------- | ------ |
| Varios         | 28 de febrero de 2022 | Descarga digital y streaming | Columbia       | [ 19 ] |
| Estados Unidos | 8 de marzo de 2022    | Contemporary hit radio       | Columbia       | [ 20 ] |
| Estados Unidos | 21 de marzo de 2022   | Adult contemporary           | Columbia       | [ 21 ] |